# Rörråttor
Rörråttor (Thryonomyidae) är en familj i ordningen gnagare. Trots namnet är dessa djur inte närmare släkt med de egentliga råttorna, de tillhör däremot underordningen piggsvinsartade gnagare (Hystricomorpha). Familjen rörråttor består av ett släkte, Thryonomys, med två arter.
- Thryonomys gregorianus
- Thryonomys swinderianus

Det vetenskapliga namnet för släktet är sammansatt av de grekiska orden thryon (bladvass, tågväxt eller andra grässorter vid strandlinjen) och mys (mus).

## Utbredning
Rörråttor lever i Afrika söder om Sahara. Utbredningsområdet sträcker sig från Senegal och Sudan till Namibia och norra Sydafrika.

## Kännetecken
Arterna i djurgruppen är grovt byggda stora gnagare. Deras hår är borstlika och har på ovansidan en färg mellan gulbrun och gråbrun, medan buken är grå eller vitaktig. Huvudet är stort med små ögon och små runda öron. Rörråttornas syn är inte välutvecklad men de har bra hörsel och luktsinne.
Deras breda framtänder har en orange färg. I varje framtand förekommer tre djupa fåror på framsidan. Tandformeln är 1-0-1-3, alltså 20 tänder.
Arternas extremiteter är korta och kraftiga. Vid varje fot finns tre synliga tår som är utrustade med klor som används för att gräva. Djurens första och femte tå är bakåtbildade eller saknas helt. Rörråttornas svans är kort och bär bara ett fåtal hår. Individernas kroppslängd ligger mellan 35 och 61 centimeter, svanslängden mellan 7 och 26 centimeter och vikten mellan fyra och sju (i undantagsfall upp till nio) kilogram.

## Levnadssätt
Rörråttor föredrar fuktiga habitat eller även träskmarker med högt gräs som gömställe eller födoämne. Ibland förekommer de även i odlade områden som plantager för sädeskorn eller sockerrör. Förutom gräs använder de också större bergssprickor samt bon av andra djur (till exempel av jordsvin eller jordpiggsvin) som gömställen. Finns inga bon på plats gräver de egna enkla bon. Rörråttor skapar stigar som de använder flitigt. Trots storleken kan de springa ganska fort och de har särskilt bra simförmåga.
Dessa djur är vanligen aktiva på natten. De lever i mindre grupper som består av en hanne och några honor. Under den torra perioden lever handjuret ibland ensamt. Varje grupp vistas i ett revir av 3000 till 4000 kvadratmeters storlek. För att få kontroll över en grupp med honor strider hannarna mot varandra. Under striden försöker de att kasta omkull motståndaren.

## Föda
Födan utgörs huvudsakligen av gräs och bladvass. Dessutom äter de bark, frukter och nötter. I jordbruksområden äter rörråttor sockerrör, majs, hirs, maniok, sötpotatis och liknande.

## Fortplantning
Fortplantningen är beroende på klimatförhållanden. I varma och fuktiga regioner har honor förmåga att para sig två gånger per år. Efter dräktigheten som varar i 140 till 170 dagar föder honan ett till åtta ungdjur (vanligtvis fyra). Kort före födelsen bygger honan ett bo som polstras med gräs. Nyfödda rörråttor har redan hår och öppna ögon och de är "borymmare". Efter ungefär ett år är ungarna könsmogna. Det äldsta kända exemplaret i fångenskap blev fyra år och fyra månader gammalt.

## Rörråttor och människor
Dessa djur anses som skadedjur på grund av att de äter grönsaker och därför jagas de av människor. Å andra sidan används deras kött för matlagning och det finns försök att domesticera rörråttor. På vissa afrikanska marknader säljs mer kött av rörråttor än av nötkreatur eller tamsvin.
Som kulturföljare har de inga problem med människans utbredning och trots jakten räknas de inte till de hotade arterna.

## Systematik
Fossil av rörråttornas släktingar är kända från oligocen och under miocen fanns de även i Europa och Asien. Idag finns bara två arter kvar, Thryonomys swinderianus och T. gregorianus. Djurgruppens närmaste släkting är klippråttan (Petromus typicus) som lever i södra Afrika.